# Новоселівка (Степівська сільська громада)
Новосе́лівка (колишні назви — хутір Булгарка (Голіков), Гальбштадт, Катюшено) — село в Україні, у Степівській сільській громаді Миколаївського району Миколаївської області. Населення становить 286 осіб. Відстань до райцентру становить 36 км і проходить автошляхом Т 1506.

## Історія

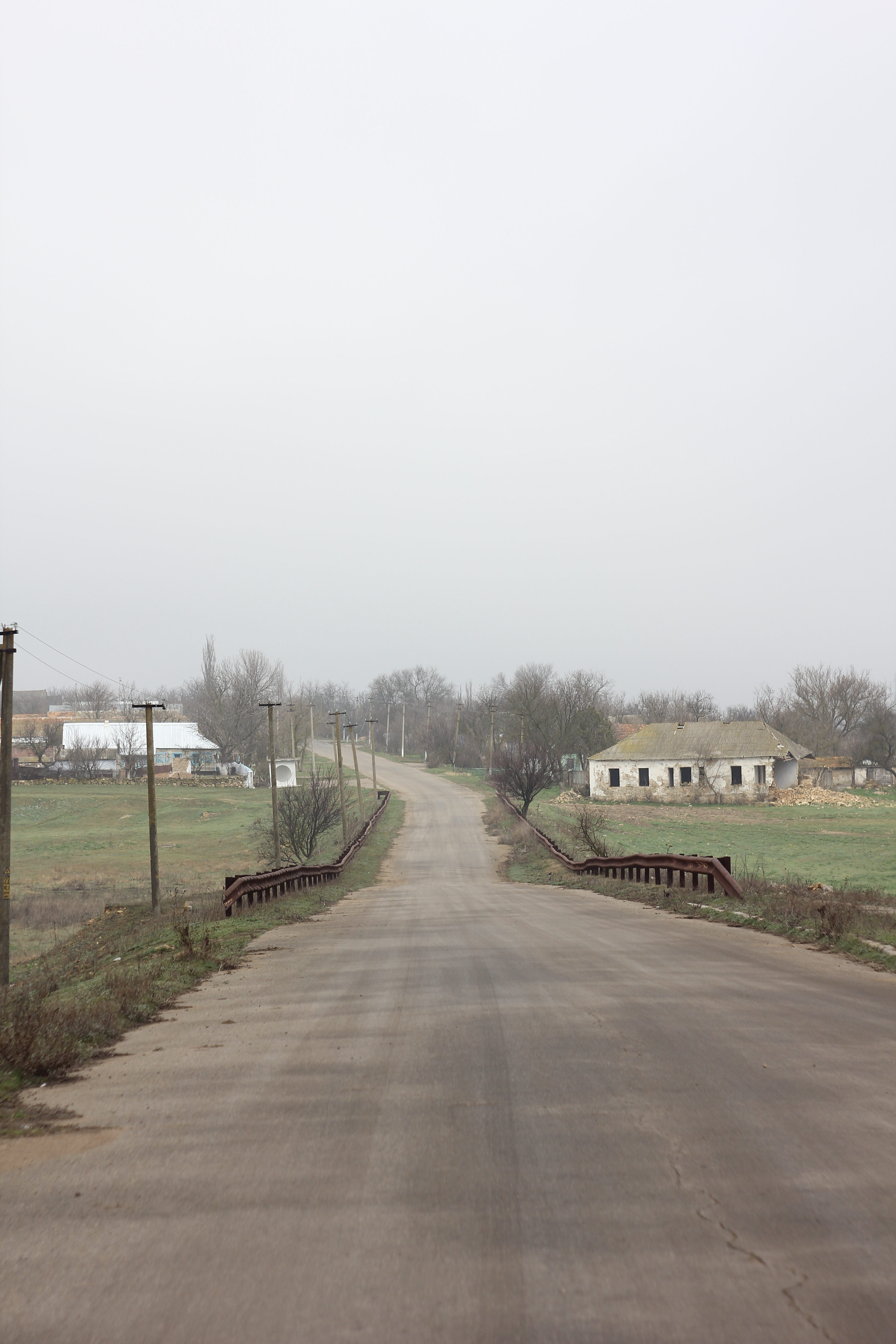
Дорога до Новоселівки

Перша згадка про населений пункт на місці сучасного села, зустрічається у праці Пивовара А. В. «Поселення Херсонської губернії за повітовими алфавітами 1856 року». У ньому згадано хутір Голіков, що на той час мав 6 дворів та належав почесному громадянину Івану Григоровичу Голікову— власнику села Новогргорівка(Чубівка).
У 1867 році в Російському державному архіві давніх актів поселення згадується як колонія Гальбштадт, землі навколо якої купили німецькі вихідці з колонії Карлсруе та інших сусідніх колоній Тилігуло-Березанського колоніального округу між 1861—1865 роками.
У 1896 році німецька колонія Гальбштадт (Болгарка) при річці Солонисі мала 34 двори, 267 жителів (132 чоловіків та 135 жінок). В колонії була школа, що нараховувала 36 учнів (23 хлопців та 13 дівчаток) та корчма.
7 (20) листопада 1917 року, відповідно до Третього Універсалу Української Центральної Ради, увійшло до складу Української Народної Республіки.  
У 1925—1939 роках село Гальбштадт входило до складу Карл-Лібкнехтівського німецького національного району Миколаївської округи (з 1932 — Одеської області).
Після скасування Карло-Лібкнехтовськ району в 1939 році засновано Варварівський район з центром в містечку Варварівка.  І село Гальбштадт, увійшло до складу Варваровського району. 
У 1946 році указом ПВР УРСР село Гальбштадт перейменовано в Новоселівку. 
У 1965 році Варварівка включена до складу Миколаєва, і з тих пір Варварівський район називається Миколаївським районом.

## Населення

### Мова
Розподіл населення за рідною мовою за даними перепису 2001 року:
| Мова       | Кількість | Відсоток |
| ---------- | --------- | -------- |
| українська | 252       | 88.11%   |
| російська  | 26        | 9.09%    |
| румунська  | 7         | 2.45%    |
| гагаузька  | 1         | 0.35%    |
| Усього     | 286       | 100%     |

## Символіка
Символіку села ради затверджено рішенням №15 сорок шостої (позачергової) сесії депутатів восьмого скликання Михайлівської сільської ради від 26 червня 2020 року.

### Герб
Герб села Новоселівка має форму щита іспанського типу перетягнутого та напіврозділеного. Перша верхня частина несе у собі зображення золотого соняшника на синьому тлі. Соняшник – символ Сонця, праці й достатку, сили і добробуту. Друга верхня частина несе у собі зображення золотого сніпу на зеленому тлі. Сніп – символ багатства, забезпеченого життя і родинного благополуччя. Обидві частини показують рівнозначність у агропромисловому комплексі села вирощування олійних та зернових культур. Третя нижня частина несе у собі зображення римо-католицького костелу св. Антуана Падуанського виконаного золотом на червоному фоні, як пам’ять про один з періодів розвитку села у ХІХ столітті, а саме існування німецької колонії Гальбштадт. Щит обрамлено декоративним золотим картушем і увінчано золотою сільською короною у вигляді п’яти колосків.

### Прапор
Прапор села Новоселівки це квадратне полотнище поділене на три горизонтальних смуги синього червоного та зеленого кольорів у співвідношенні 1:4:1. Центральна смуга несе на собі золоте зображення костелу св. Антуана Падуанського. Синій колір – символізує небо. Червоний колір – символ історичного минулого, любові і мужності. Зелений колір – символ миру, родючості землі та добробуту.

## Пам'ятки
У 1893 році в Гальбштадті зведено католицький костел Святого Антуана Падуанського. Церква діяла безперервно до 1929 року, коли була закрита за рішенням ВУЦВКу, і почала використовуватися як склад місцевим колгоспом імені Е. Тельмана. Наразі храм знаходиться в стані руйнації. Занесений до переліку архітектурних пам'яток Миколаївського району Миколаївської області.